# Anote Tong
Anote Tong (in Cinese, 湯安諾; pinyin: Tāng Ānnuò; Tabuaeran, 11 giugno 1952) è un politico gilbertese, Presidente della repubblica delle Kiribati dal 10 luglio 2003 all'11 marzo 2016.
È in parte di origine cinese (suo padre si fermò nelle Kiribati dopo la Seconda guerra mondiale).
È stato eletto al ballottaggio, con il 47,4% dei voti, il 4 luglio 2003, per un mandato di quattro anni. Fratello minore del dottore Harry Tong, il suo principale avversario in quella elezione presidenziale.
È stato rieletto facilmente il 17 ottobre 2007 per la seconda volta, contro tre altri candidati (Nabuti Mwemwenikarawa, Patrick Tatireta et Timon Aneri) con 15 664 voti su 24 568 (64,30%) e infine riconfermato per un terzo mandato nel gennaio 2012 con il 42,18% dei voti.
Diplomato della London School of Economics di Londra.